# Wintershouse
Wintershouse est une commune française située dans la circonscription administrative du Bas-Rhin et, depuis le 1er janvier 2021, dans le territoire de la Collectivité européenne d'Alsace, en région Grand Est.
Cette commune se trouve dans la région historique et culturelle d'Alsace.

## Géographie

### Localisation
La commune se situe au nord de Strasbourg, à quelques kilomètres à l'ouest de Haguenau.

### Communes limitrophes
| Ohlungen  |              | Schweighouse-sur-Moder |
| Berstheim | Wintershouse |                        |
|           |              | Batzendorf             |

### Hydrographie

#### Réseau hydrographique
La commune est dans le bassin versant du Rhin au sein du bassin Rhin-Meuse. Elle est drainée par le ruisseau le Sommerbaechel,.

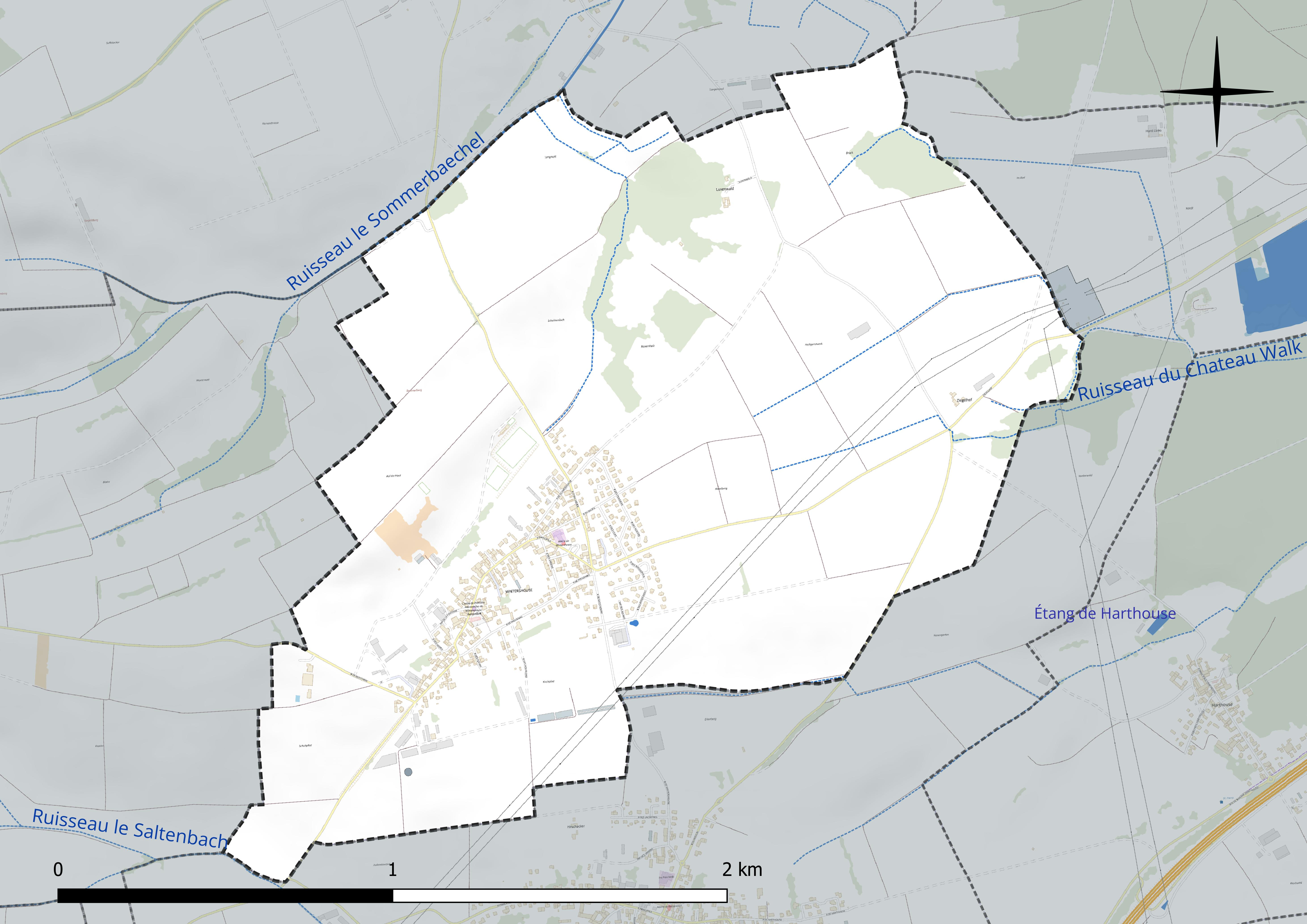
Réseau hydrographique de Wintershouse.

#### Gestion et qualité des eaux
Le territoire communal est couvert par le schéma d'aménagement et de gestion des eaux (SAGE) « Moder ». Ce document de planification concerne le bassin versant de la Moder dont le territoire s'étend sur 1 720 km2. Le périmètre a été arrêté le 25 janvier 2006. La commission locale de l'eau a été créée le 12 juillet 2007, puis modifiée le 14 décembre 2021. La structure porteuse de l'élaboration et de la mise en œuvre est le Syndicat des eaux et de l’assainissement Alsace-Moselle (SDEA). 
La qualité des cours d’eau peut être consultée sur un site dédié géré par les agences de l’eau et l’Agence française pour la biodiversité. 

### Climat
Pour des articles plus généraux, voir Climat du Grand Est et Climat du Bas-Rhin.
En 2010, le climat de la commune est de type climat des marges montargnardes, selon une étude du Centre national de la recherche scientifique s'appuyant sur une série de données couvrant la période 1971-2000. En 2020, Météo-France publie une typologie des climats de la France métropolitaine dans laquelle la commune est exposée à un climat semi-continental et est dans une zone de transition entre les régions climatiques « Vosges » et « Alsace ». 
Pour la période 1971-2000, la température annuelle moyenne est de 10,4 °C, avec une amplitude thermique annuelle de 17,8 °C. Le cumul annuel moyen de précipitations est de 780 mm, avec 10,2 jours de précipitations en janvier et 10,3 jours en juillet. Pour la période 1991-2020, la température moyenne annuelle observée sur la station météorologique de Météo-France la plus proche, « Waltenheim-sur-zorn », sur la commune de Waltenheim-sur-Zorn à 7 km à vol d'oiseau, est de 11,3 °C et le cumul annuel moyen de précipitations est de 652,2 mm. 
La température maximale relevée sur cette station est de 38 °C, atteinte le 7 août 2015 ; la température minimale est de −14,9 °C, atteinte le 20 décembre 2009,,. 
Les paramètres climatiques de la commune ont été estimés pour le milieu du siècle (2041-2070) selon différents scénarios d'émission de gaz à effet de serre à partir des nouvelles projections climatiques de référence DRIAS-2020. Ils sont consultables sur un site dédié publié par Météo-France en novembre 2022.

## Urbanisme

### Typologie
Au 1er janvier 2024, Wintershouse est catégorisée ceinture urbaine, selon la nouvelle grille communale de densité à sept niveaux définie par l'Insee en 2022.
Elle est située hors unité urbaine. Par ailleurs la commune fait partie de l'aire d'attraction de Strasbourg (partie française), dont elle est une commune de la couronne,. Cette aire, qui regroupe 268 communes, est catégorisée dans les aires de 700 000 habitants ou plus (hors Paris),.

### Occupation des sols
L'occupation des sols de la commune, telle qu'elle ressort de la base de données européenne d’occupation biophysique des sols Corine Land Cover (CLC), est marquée par l'importance des territoires agricoles (87,6 % en 2018), en diminution par rapport à 1990 (91,1 %). La répartition détaillée en 2018 est la suivante : 
terres arables (79,7 %), zones urbanisées (12,2 %), zones agricoles hétérogènes (7,9 %), forêts (0,2 %). L'évolution de l’occupation des sols de la commune et de ses infrastructures peut être observée sur les différentes représentations cartographiques du territoire : la carte de Cassini (XVIIIe siècle), la carte d'état-major (1820-1866) et les cartes ou photos aériennes de l'IGN pour la période actuelle (1950 à aujourd'hui).

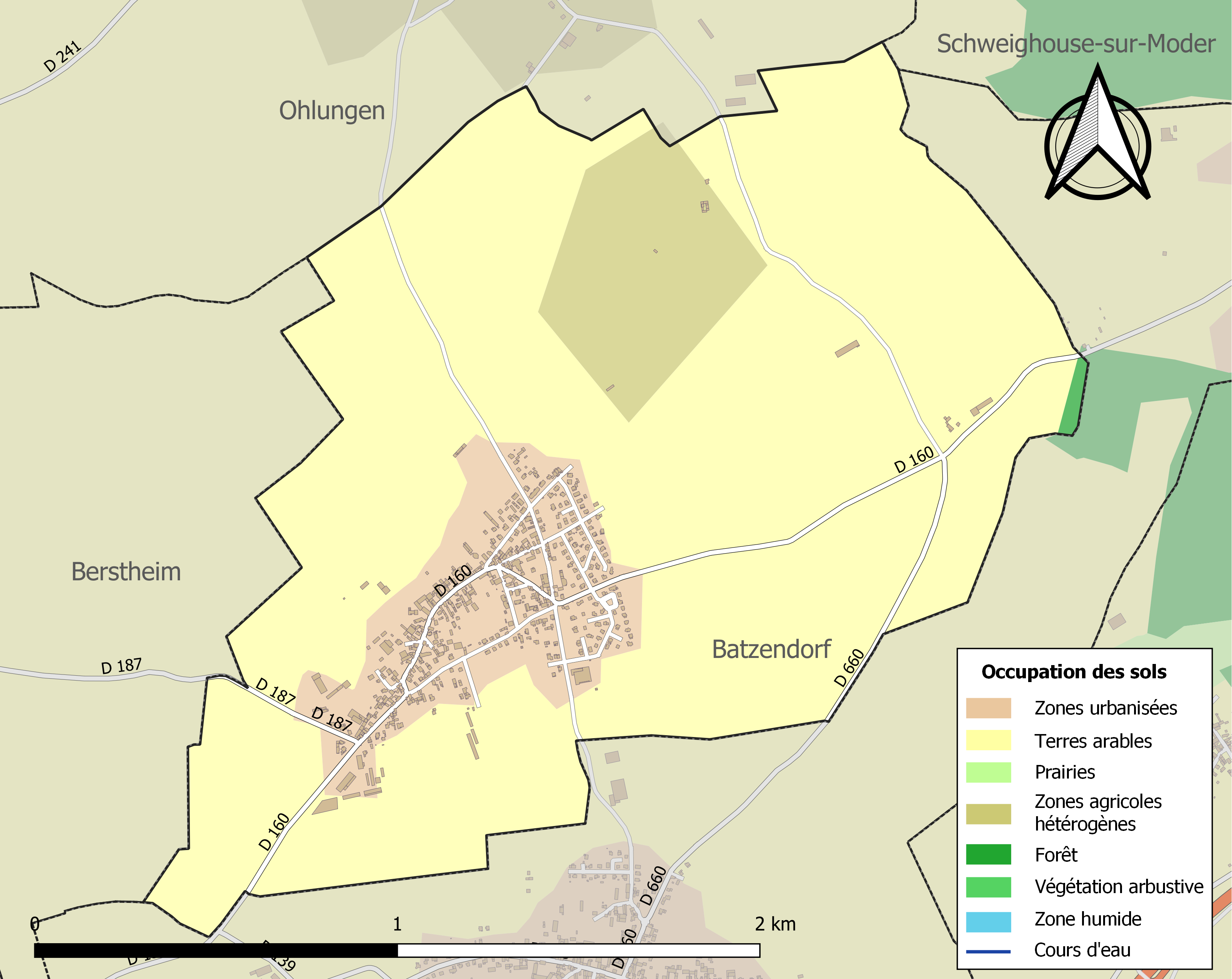
Carte des infrastructures et de l'occupation des sols de la commune en 2018 (CLC).

## Toponymie
Le nom peut être décomposé en deux termes allemands : « der Winter », à savoir « hiver » et « das Haus », à savoir « maison, demeure ». Le terme « Winter » étant du genre masculin, il porte la marque du génitif fort : la lettre S.

En moyen haut-allemand, le pluriel en est « Husen » tandis que, en allemand contemporain, cela donne plutôt « Hausen ». On retrouve les différentes formes en Alsace, en plus des formes ayant résulté des différents processus de francisation : « House » ou « Hause ».

Orthographié « Wintershouse » ou « Wintershausen », le nom du village peut se traduire par « maisons d'hiver » (au pluriel).
Pour franciser son nom, ce village qui s'appelait Wintershausen en 1793 a changé d'orthographe en 1949.

## Politique et administration

### Liste des maires
| Période                                  | Période   | Identité                 | Étiquette | Qualité                                  |
| ---------------------------------------- | --------- | ------------------------ | --------- | ---------------------------------------- |
| Les données manquantes sont à compléter. |           |                          |           |                                          |
| mars 1965                                | mars 1989 | Marcel Bieth (1925-2017) |           | Maire honoraire                          |
|                                          |           |                          |           |                                          |
| mars 2001                                | mai 2020  | René Grad                |           | Retraité de la fonction publique         |
| mai 2020                                 | En cours  | Christine Ott-Dollinger  |           | Professeur d'allemand, ancienne adjointe |

## Population et société

### Démographie
L'évolution du nombre d'habitants est connue à travers les recensements de la population effectués dans la commune depuis 1793. Pour les communes de moins de 10 000 habitants, une enquête de recensement portant sur toute la population est réalisée tous les cinq ans, les populations de référence des années intermédiaires étant quant à elles estimées par interpolation ou extrapolation. Pour la commune, le premier recensement exhaustif entrant dans le cadre du nouveau dispositif a été réalisé en 2008.

En 2022, la commune comptait 862 habitants, en évolution de −4,96 % par rapport à 2016 (Bas-Rhin : +3,17 %, France hors Mayotte : +2,11 %).
| 1793 | 1800 | 1806 | 1821 | 1831 | 1836 | 1841 | 1846 | 1851 |
| ---- | ---- | ---- | ---- | ---- | ---- | ---- | ---- | ---- |
| 225  | 253  | 282  | 381  | 431  | 457  | 434  | 427  | 429  |

| 1856 | 1861 | 1866 | 1871 | 1875 | 1880 | 1885 | 1890 | 1895 |
| ---- | ---- | ---- | ---- | ---- | ---- | ---- | ---- | ---- |
| 390  | 390  | 393  | 392  | 385  | 399  | 400  | 401  | 416  |

| 1900 | 1905 | 1910 | 1921 | 1926 | 1931 | 1936 | 1946 | 1954 |
| ---- | ---- | ---- | ---- | ---- | ---- | ---- | ---- | ---- |
| 424  | 419  | 419  | 430  | 401  | 364  | 355  | 339  | 363  |

| 1962 | 1968 | 1975 | 1982 | 1990 | 1999 | 2006 | 2008 | 2013 |
| ---- | ---- | ---- | ---- | ---- | ---- | ---- | ---- | ---- |
| 354  | 366  | 415  | 421  | 517  | 613  | 765  | 809  | 905  |

| 2018 | 2022 | - | - | - | - | - | - | - |
| ---- | ---- | - | - | - | - | - | - | - |
| 880  | 862  | - | - | - | - | - | - | - |

## Culture locale et patrimoine

### Lieux et monuments
- Église Saint-Georges.

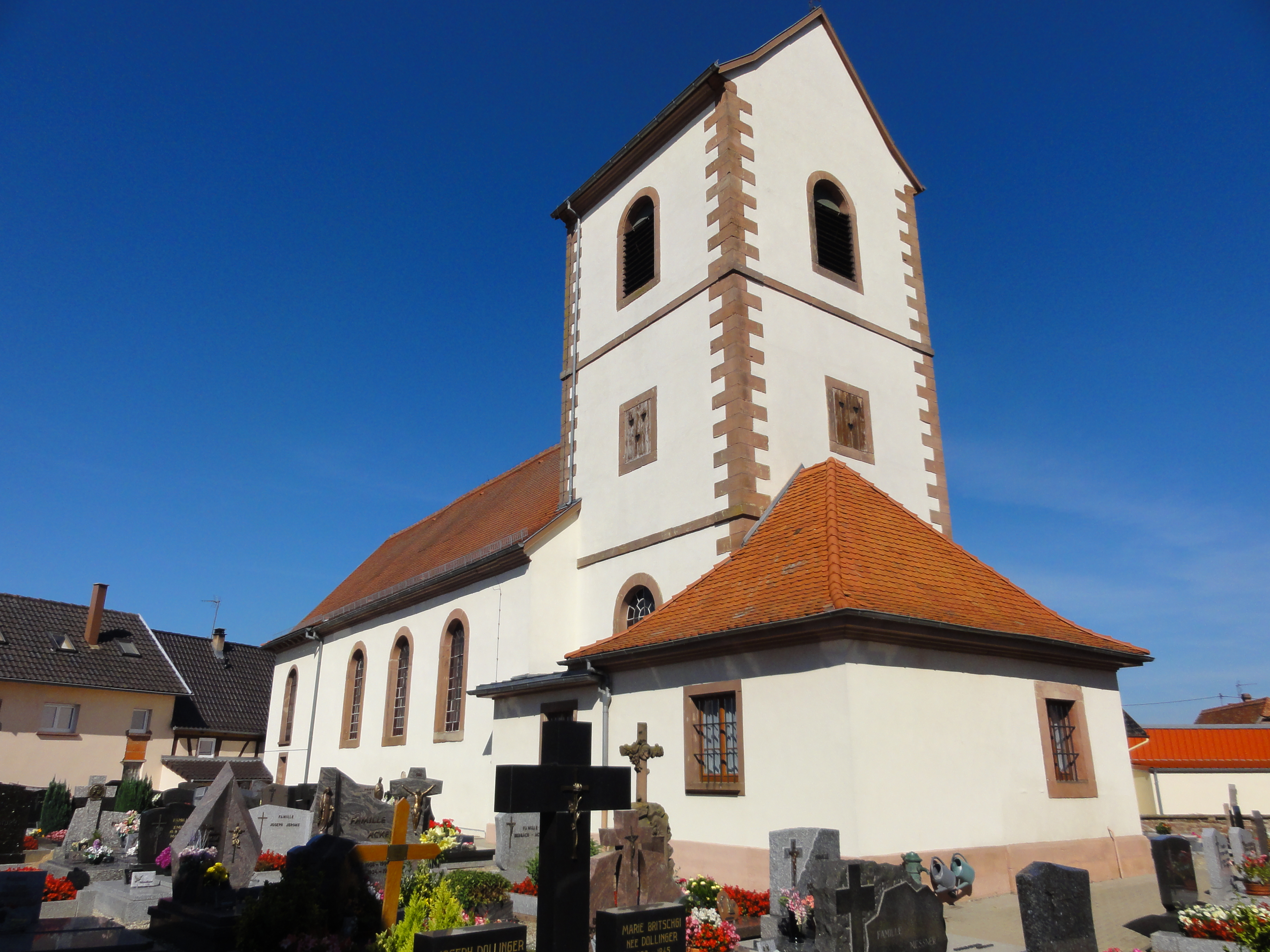
L'église Saint-Georges.
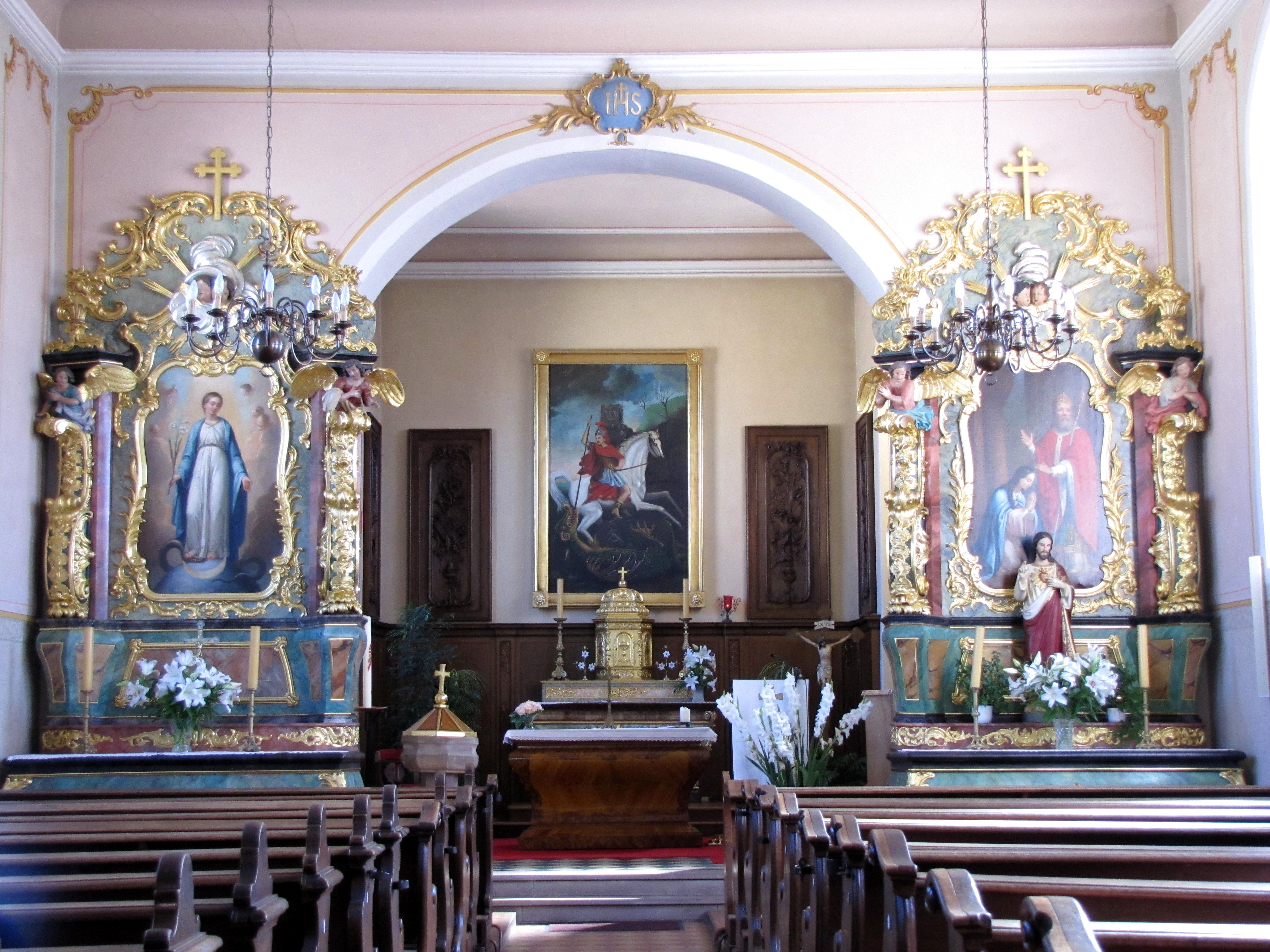
L'intérieur de l'église.

### Héraldique
| Blason de Wintershouse | Blason  | D'argent à la croix d'azur semée de fleurs de lys d'or, cantonnée au premier et au quatrième d'une croix de gueules, au deuxième et au troisième d'une aiglette de sable. |
| Blason de Wintershouse | Détails | |